# Olustvere

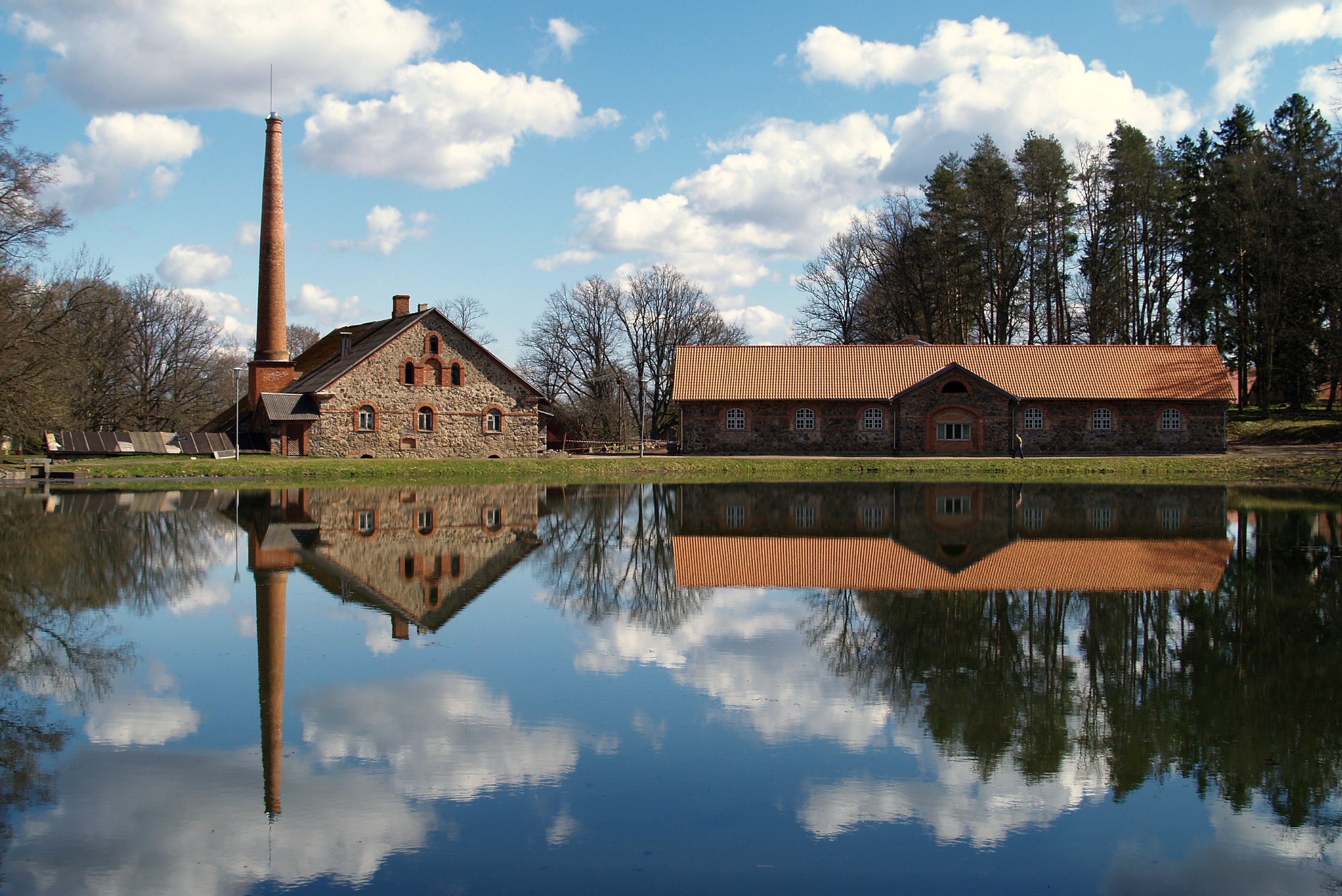

Olustvere este un orășel din Județul Viljandi, Estonia.

## Personalități născute aici
- Mihail Ivanovici Bleive (1873 - 1919), protopop, martir ortodox.

1. ↑  Consiliul Funciar Eston, accesat în 21 noiembrie 2020